# Bernhard Baumeister
Bernhard Baumeister, pseudonimo di Bernhard Baumüller (Poznań, 28 settembre 1827 – Baden, 25 ottobre 1917), è stato un attore, regista e docente tedesco.

## Biografia
Bernhard Baumeister nacque a Poznań, in Polonia il 28 settembre 1827, figlio di un ufficiale militare.
Studiò al Gymnasium di Berlino, ma dal 1843 si dedicò al teatro, lavorando al Schweriner Hoftheater come corista e in ruoli giovanili accanto al fratello maggiore Wilhelm nel 1846, due anni dopo a Berlino e nel 1849 recitò all'Hoftheater di Hannover, nel 1850-1852 a Oldenburg.
Nel 1852, Heinrich Laube lo ingaggiò al Burgtheater, dove debuttò il 4 maggio, e svolse gran parte della sua carriera, mettendosi in evidenza sia nelle opere umoristiche sia in quelle tragiche.
I ruoli principali nei quali si distinse furono il principe Walter in Guglielmo Tell, Hermann in I masnadieri di Friedrich Schiller, e il personaggio di Falstaff di William Shakespeare.
Allo stesso tempo, Baumeister lavorò come regista. Nominato attore di corte nel 1857, recitò per il Burgtheater fino al 1915, effettuando complessivamente 6.299 presenze in 494 ruoli.
All'inizio del 1915, durante le sue esibizioni al Burgtheater, Baumeister ebbe un leggero ictus che, nonostante i periodi di apparente ripresa, continuò a deteriorarsi con gli anni.
Dal 1874 fu professore al Conservatorio di Vienna.
Baumeister si distinse per una figura imponente, una voce sonora, una caratterizzazione diretta ed efficace, una notevole longevità, dato che calcò le scene fin quasi ai novant'anni.

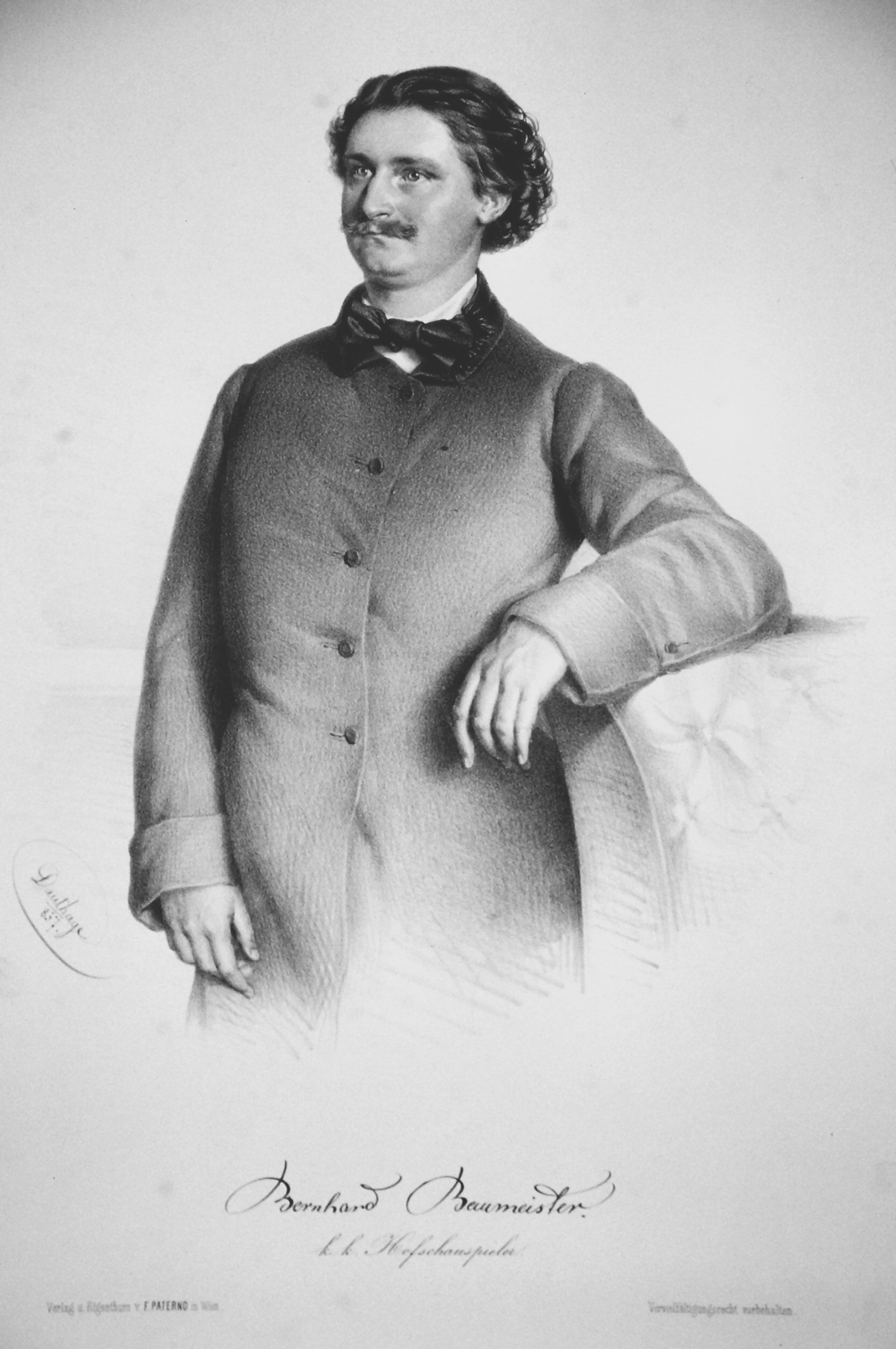
Bernhard Baumeister nel 1857
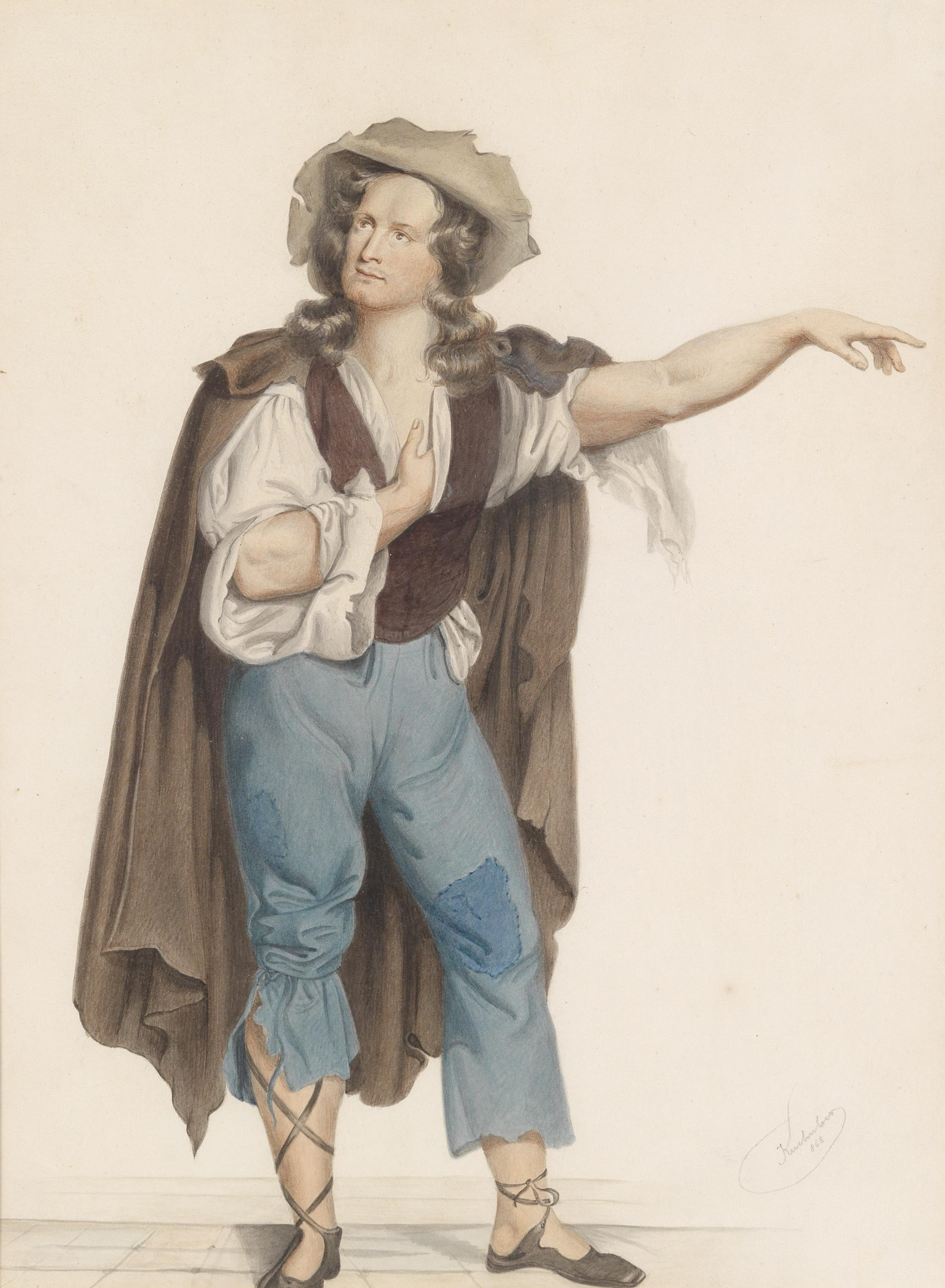
Ritratto di Bernhard Baumeister nel ruolo de Il pifferaio magico, 1868
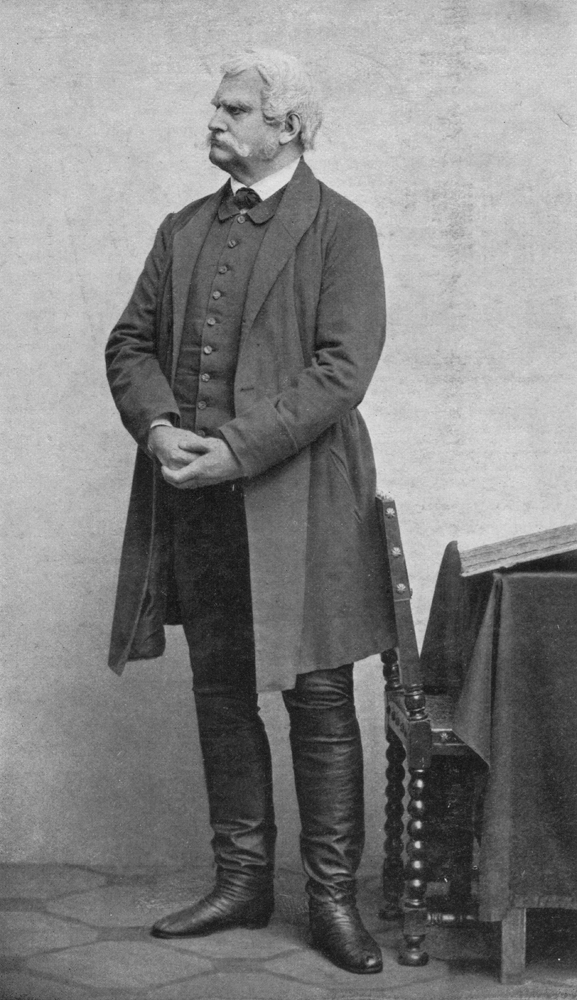
Bernhard Baumeister nel 1902
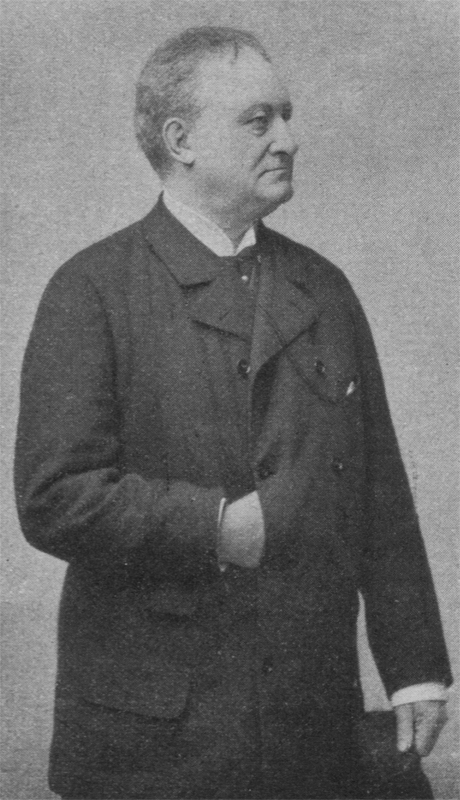
Bernhard Baumeister nel 1902